# Marc Santo-Roman
Marc Santo-Roman, né le 13 septembre 1960 à Toulouse, est un joueur d'échecs français, grand maître international depuis 1996.

## Carrière
Marco Santo-Roman a joué pour l'équipe de France lors des Olympiades de 1990 (à Novi Sad), 1992 (à Manille) et 1994 (à Moscou), à chaque fois au quatrième échiquier.
Il a remporté le championnat de France d'échecs à trois reprises, en 1990  (à Angers), 1991 (à Montpellier) et 1994 (à Chambéry).
Depuis 2009, il n'est plus classé parmi les joueurs actifs, et compte un classement Elo de 2 392 points.
En 1977, Santo-Roman fit match nul contre Garry Kasparov à 17 ans au Championnat du monde cadet à Cagnes-sur-Mer (en 42 coups: voir sa fiche joueur).